# Xilitla (municipi)
Xilitla és un municipi de l'estat de San Luis Potosí. Xilitla és el cap de municipi i principal centre de població d'aquesta municipalitat. Aquest municipi és a la part sud de l'estat de San Luis Potosí. Limita al nord amb els municipis de Canatlán, al sud amb Mezquital, a l'oest amb Tancahuitz i a l'est amb Tamazunchale.